# Christian Gavillet
Christian Gavillet, né le 22 janvier 1960 à Vevey, est un musicien vaudois, compositeur, chef d'orchestre, artiste lyrique et enseignant de musique.

## Biographie
Christian Gavillet naît le 22 janvier 1960 à Vevey, dans le canton de Vaud. 
Il étudie successivement dès l'âge de 7 ans le piano, la flûte à bec puis la clarinette, avant d'apprendre à 15 ans le saxophone et la trompette en autodidacte. Il étudie également le chant au Conservatoire de Lausanne – il est baryton-basse – puis au Peter Cornelius Conservatory (en) de Mayence (Allemagne)[réf. nécessaire]. Il suit aussi plusieurs classes de maître, notamment en 1995 avec Régine Crespin. 
Diplômé d'un master en sciences de l'éducation[réf. nécessaire], il est formateur à la Haute École pédagogique du canton de Vaud de Lausanne et enseigne le chant et la musique dans diverses écoles de Suisse.

## Parcours artistique
Il fonde et dirige le Big Band de Lausanne de 1981 à 1991[réf. nécessaire] et l'Ensemble de Jazz de Suisse romande depuis sa création en 1989. Il co-dirige avec Jérôme Thomas le Big Band de Suisse Romande,. 
Il a enregistré et donné des concerts avec de nombreux musiciens de renommée internationale, parmi lesquels Quincy Jones, Miles Davis, Toots Thielemans  pour lequel il écrit un concerto pour harmonica,, Lee Konitz, George Duke et Johnny Griffin.  
Il a écrit pour des formations de jazz comme le Big Band de Lausanne ou un quatuor de saxophone: AL4AS,. Il écrit également pour de grands orchestres classiques comme l'Orchestre de chambre de Lausanne. Il a également travaillé pour le quatuor de Fribourg et le Collège des Cuivres de Suisse Romande et composé un oratorio sur des textes d'Étienne Klein[réf. nécessaire]. 
Il écrit aussi pour le théâtre, notamment pour celui de Kléber-Meleau, pour la danse, la chanson, les artistes locaux que sont Yvette Théraulaz, Pascal Auberson, Valérie Lou et Florence Chitacumbi.

## Distinctions
? : Prix des meilleurs examens de chant de la ville de Lausanne
? : Bourse de la Fédération culturelle Migros à deux reprises
1991 : finaliste du concours de Lieder des conservatoires d’Allemagne
1994 : Prix jeunes créateurs de la Fondation vaudoise pour la promotion et la création artistiques

## Discographie
- Le secret de la poule, Musicora, 1988[10],[11],[2]
- Schubert, Winterreise, 2003[12]

## Spectacles, compositions
- 1993 : En hommage à Toots
- 1995 : Drôle de diable, Théâtre de l'Octogone, Pully[13]
- 1997 : Le Prince aux six fiancées, Ensemble Euphonia[14]